# Jiří Trmač
Jiří Trmač (* 18. srpna 1949 Brno) je český politik, v roce 1990 krátce primátor Brna, v letech 2002 až 2010 a znovu od roku 2018 zastupitel obce Kunice.

## Život
Před rokem 1989 pracoval ve výzkumném ústavu a působil také jako komunální politik. Na základě toho si jej vyhlédla Státní bezpečnost, které nakonec dal souhlas ke spolupráci. Podle svých vlastních slov však nikoho neudával a žádná jména StB nesděloval. Po sametové revoluci se stal náměstkem brněnského primátora Josefa Pernici, který v březnu 1990 odstoupil. Jako nestraník za Československou stranu lidovou byl na plenárním zasedání Národního výboru města Brna dne 19. dubna 1990 zvolen brněnským primátorem. Ještě během schůze ale vyšla najevo jeho spolupráce s StB. Trmač poslancům Národního výboru vysvětlil, o co šlo, a svůj osud nechal v rukách poslaneckých klubů. Ty po přestávce sdělily svoje stanovisko, aby odstoupil, což Trmač následně provedl. Primátorem Brna tak byl pouze čtyři hodiny.
Poté začal podnikat a byl společníkem a jednatelem vývojové elektrotechnické firmy DATAMER v Brně. Přestěhoval se do Kunic, kde podnikal v rámci firmy SAGARIS a jako živnostník.
V komunálních volbách v roce 2002 kandidoval do Zastupitelstva obce Kunice jako lídr kandidátky KDU-ČSL. Mandát zastupitele obce se mu podařilo získat. V komunálních volbách v roce 2006 kandidoval do zastupitelstva Kunic jako nezávislý. Mandát zastupitele obce obhájil.
V komunálních volbách v roce 2010 neúspěšně kandidoval do zastupitelstva Kunic z 5. místa kandidátky subjektu „SDRUŽENÍ NEZÁVISLÝCH KANDIDÁTU PRO KUNICE“. V komunálních volbách v roce 2014 kandidoval do Zastupitelstva obce Kunice ze 4. místa kandidátky KDU-ČSL, ale opět nebyl zvolen.
V komunálních volbách v roce 2018 kandidoval do zastupitelstva Kunic z 3. místa kandidátky KDU-ČSL a byl zvolen. V komunálních volbách v roce 2022 kandidoval do Zastupitelstva obce Kunice jako nezávislý. Mandát zastupitele obce se mu podařilo obhájit.